# Pablo Alonso de la Avecilla
Pablo Alonso de la Avecilla (Salamanca, 27 de septiembre de 1810-Madrid, 30 de diciembre de 1860) fue un escritor, dramaturgo y jurista español, diputado en Cortes.

## Biografía
Nacido en Salamanca el 27 de septiembre de 1810, desempeñó altos puestos en la administración española y fue redactor de El Siglo en 1834; trabajó en el Boletín Oficial de Badajoz (1835) y dirigió La Iberia en 1842. Publicó, entre otras obras, un libro sobre legislación militar española (1842) y otro sobre legislación mercantil (1849). También dos novelas históricas, que son más bien historia novelada: Pizarro en el siglo XVI (Madrid, 1845) y La conquista del Perú (París, 1852). Tras la muerte de Fernando VII, surgió un teatro de preocupación social (teatro presocialista o preproletario) donde había dos autores destacables: Sixto Cámara y Pablo Avecilla. Sus obras eran cortas y se ocupaban de temas como las clases humildes, la división entre ricos y pobres y la seguridad laboral.  Falleció el 30 de diciembre de 1860 en Madrid.

## Obras
- Cristóbal Colón: Drama histórico en cuatro actos y en verso (1851).
- Diccionario de la legislación penal del ejército (1840).
- Diccionario de la legislación mercantil (1849).
- Caibar. Drama Bardo en tres actos y en verso (1851).
- Hamlet: drama en cinco actos, imitación de Shakespeare (1856).
- La luna de miel : viaje en dos actos.
- Poética trágica.
- La España dramática.
- Pizarro y el siglo XVI: novela histórica (1845).
- La Conquista del Perú: novela histórica original (1852).
- Los presupuestos: comedia en tres actos (1852).